# German-Inline-Cup 2012
Der German-Inline-Cup 2012 wurde für Frauen und Männer an sechs Stationen ausgetragen. Der Auftakt am 1. April 2012 fand in Berlin und das Finale am 14. Oktober 2012 in Köln statt.

## Frauen

### Wettbewerbe
| GIC          | Ort                          | Sieg                                | Platz 2                                  | Platz 3                                  |
| ------------ | ---------------------------- | ----------------------------------- | ---------------------------------------- | ---------------------------------------- |
| 1. April     | Berliner Halbmarathon        | Cecilia Baena-Guyader EOSkates      | Sabine Berg Powerslide Matter World      | Jana Gegner EOSkates                     |
| 1. Mai       | Rhein-Main Skate-Challenge   | Sabine Berg Powerslide Matter World | Katharina Rumpus Powerslide Matter World | Jana Gegner EOSkates                     |
| 2. Juni      | Mittelrhein Marathon         | Jana Gegner EOSkates                | Sabine Berg Powerslide Matter World      | Roberta Casu EOSkates                    |
| 19. August   | XRace                        | Sabine Berg Powerslide Matter World | Katharina Rumpus Powerslide Matter World | Josie Hofmann Powerslide arena geisingen |
| 8. September | Arena Geisingen Halbmarathon | Katja Ulbrich GB Racingteam         | Josie Hofmann Powerslide arena geisingen | Jenny Peißker Powerslide arena geisingen |
| 14. Oktober  | Köln Marathon                | Katja Ulbrich GB Racingteam         | Sabine Berg Powerslide Matter World      | Justine Halbout 2APN Avon                |

### Gesamt-Einzelwertung
| Rang | Name                   | Team                    |
| ---- | ---------------------- | ----------------------- |
| 1    | Sabine Berg            | Powerslide Matter World |
| 2    | Katja Ulbrich          | GB Racingteam           |
| 3    | Jana Gegner            | EOSkates                |
| 4    | Katharina Rumpus       | Powerslide Matter World |
| 5    | Claudia Maria Henneken | GOLZE Girls             |
| 6    | Carolin Zielke         | GB Racingteam           |

### Gesamt-Teamwertung
| Rang | Team                   |
| ---- | ---------------------- |
| 1    | GB Racingteam          |
| 2    | Team der-rollenshop.de |
| 3    | GOLZE Girls            |

## Männer

### Wettbewerbe
| GIC          | Ort                          | Sieg                                | Platz 2                               | Platz 3                                |
| ------------ | ---------------------------- | ----------------------------------- | ------------------------------------- | -------------------------------------- |
| 1. April     | Berliner Halbmarathon        | Bart Swings Powerslide Matter World | Yann Guyader EOSKates                 | Ewen Fernandez Powerslide Matter World |
| 1. Mai       | Rhein-Main Skate-Challenge   | Severin Widmer Swiss Skate Team     | Nicolas Iten Swiss Skate Team         | Maarten Swings Powerslide Vi-G13       |
| 2. Juni      | Mittelrhein Marathon         | Yann Guyader EOSkates               | Severin Widmer Swiss Skate Team       | Ewen Fernandez Powerslide Matter World |
| 19. August   | XRace                        | Bart Swings Powerslide Matter World | Yann Guyader EOSkates                 | Ewen Fernandez Powerslide Matter World |
| 8. September | Arena Geisingen Halbmarathon | Yann Guyader EOSkates               | Severin Widmer Swiss Skate Team       | Nicolas Iten Swiss Skate Team          |
| 14. Oktober  | Köln Marathon                | Michael Achermann Swiss Skate Team  | Felix Rijhnen Powerslide Matter World | Yann Guyader EOSkates                  |

### Gesamt-Einzelwertung
| Rang | Name              | Team                    |
| ---- | ----------------- | ----------------------- |
| 1    | Yann Guyader      | EOSkatesd               |
| 2    | Severin Widmer    | Swiss Skate Team        |
| 3    | Ewen Fernandez    | Powerslide Matter World |
| 4    | Nicolas Iten      | Swiss Skate Team        |
| 5    | Elio Cuncu        | EOSkates                |
| 6    | Michael Achermann | Swiss Skate Team        |

### Gesamt-Teamwertung
| Rang | Team             |
| ---- | ---------------- |
| 1    | Swiss Skate Team |
| 2    | EOSkates         |
| 3    | GB Racingteam    |